# تپه قلعه مارون
قلعه مارون یا تپه قلعه پرچیکلا مربوط به دوران‌های تاریخی پس از اسلام است و در شهرستان  ساری، روستای پرچین‌کلا واقع شده و این اثر در تاریخ ۲۵ اسفند ۱۳۷۹ با شمارهٔ ثبت ۳۶۵۸ به‌عنوان یکی از آثار ملی ایران به ثبت رسیده‌است.

## مشخصات قلعه
قلعهٔ مارون در ۱۳ کیلومتری جنوب ساری و در روستای پرچین‌کلا واقع شده‌است. نام قلعه مشتقی است که از واژهٔ مازندرانی «مار» به معنی مادر و «ون» که در اینجا پسوند مکانی است، تشکیل شده و در کل به معنی «محل سکونت مادر» است. قلعه در ضلع جنوبی روستا و مشرف به تپه‌ای دست‌ساز به ارتفاع ۳۰ متر قرار دارد. رأس تپه مساحتی در حدود ۶۰۰ مترمربع وسعت دارد. این تپه از سه جهت شمال، جنوب و شرق با شیب تند و از جهت غرب با شیب ملایم به پای قلعه می‌رسد. پیش‌تر، در دههٔ ۱۳۴۰، حفاری‌هایی انجام شد که به سه نقب در سطح تپه رسید ولی آجرهای آن بعدها توسط اهالی روستا، صرف ساخت خانه‌های محلیان شد. در حال حاضر نمای آجری از قلعه به ظاهر نمی‌رسد و تنها در دیواره غربی سنگ‌چینی از سنگ‌های رودخانه و ملات گل دیده می‌شود. قسمت‌هایی از سطح تپه زیر کشت کشاورزان رفته و ارتفاع اثر اکنون ۲ متر و عرضش ۱٫۸۰ متر است.

## سفال‌ها
سامان سورتیجی، پژوهشگر تاریخی، در سطح قلعه سفال‌های پراکنده و متعددی کشف کرده‌است و این سفال‌ها را به دسته‌های زیر قابل دسته‌بندی دانسته و مشخصات هر یک و لبه‌های آن‌ها را مورد کاوش دقیق قرار داده‌است:
1. سفال‌های خاکستری؛ که خود شامل دو گروه‌اند:
  - سفال‌های مات با خمیر مایه درشت
  - سفال‌های خاکستری با خمیر مایه ریز و متراکم با سطح سیقلی، براق و داغ‌دار
2. سفال‌های قرمز و قرمز-قهوه‌ای با خمیر متراکم و نقوش کنده یا افزوده[۳]

## قدمت
با توجه به قدمت سفال‌های مکشوفه در دیواره‌ی غربی این قلعه، می‌توان تخمین زد که این بنا متعلق به هزاره اول پیش از میلاد و احتمالاً دوره‌ی اشکانیان تعلق دارد. همچنین برخی سفال‌ها ویژگی‌هایی معمول برای دوران ساسانیان دارند. این حدس هم قابل تصور است که زمانی روی تپه عمارتی وجود داشته که میان هزاره اول پیش از میلاد تا دوران ساسانی برپا بوده.